# Santuario di Plout
Il santuario di Plout (pron. fr. AFI: [plu]) è un santuario situato nel comune di Saint-Marcel, in località Plout, e dedicato alla Madonna di Plout, in francese Notre-Dame de Tout-Pouvoir (in latino, Virgo Potens).

## Storia
La Madonna di Plout è venerata in loco fin dal XIV secolo, quando vi si pose una statua in suo onore. Nel 1640 un muratore, che si era fratturato in modo grave una gamba e aveva qui invocato la Vergine, una volta guarito completamente decise di costruire la prima cappella, ingrandita nel 1715 e successivamente ampliata fino ad assumere nel 1853 l'aspetto dell'attuale santuario.

## Visite
Il santuario è visitabile nei giorni del 26 luglio e del 14 settembre, durante le feste patronali.

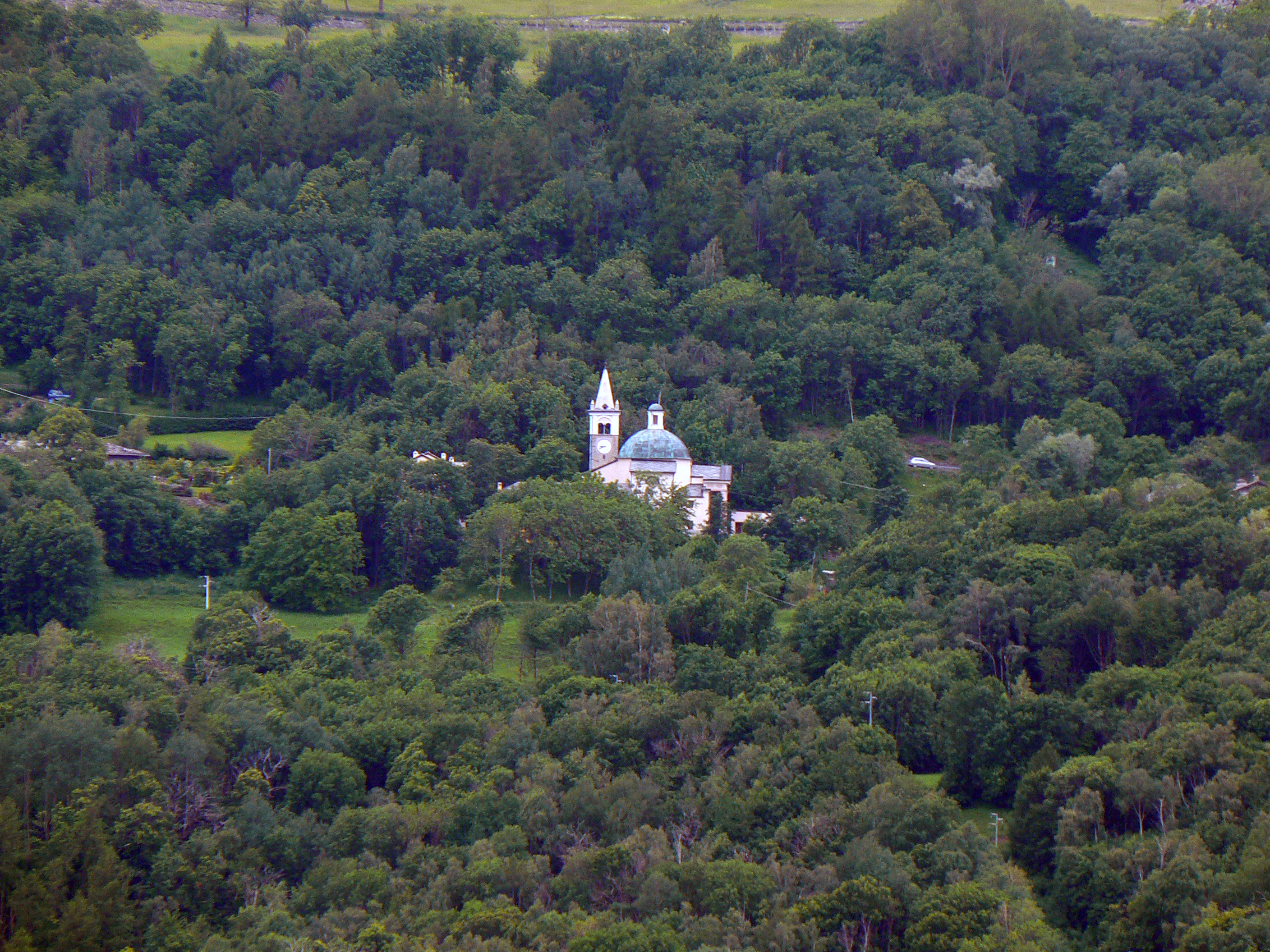
Il santuario visto da Vollein (Quart).
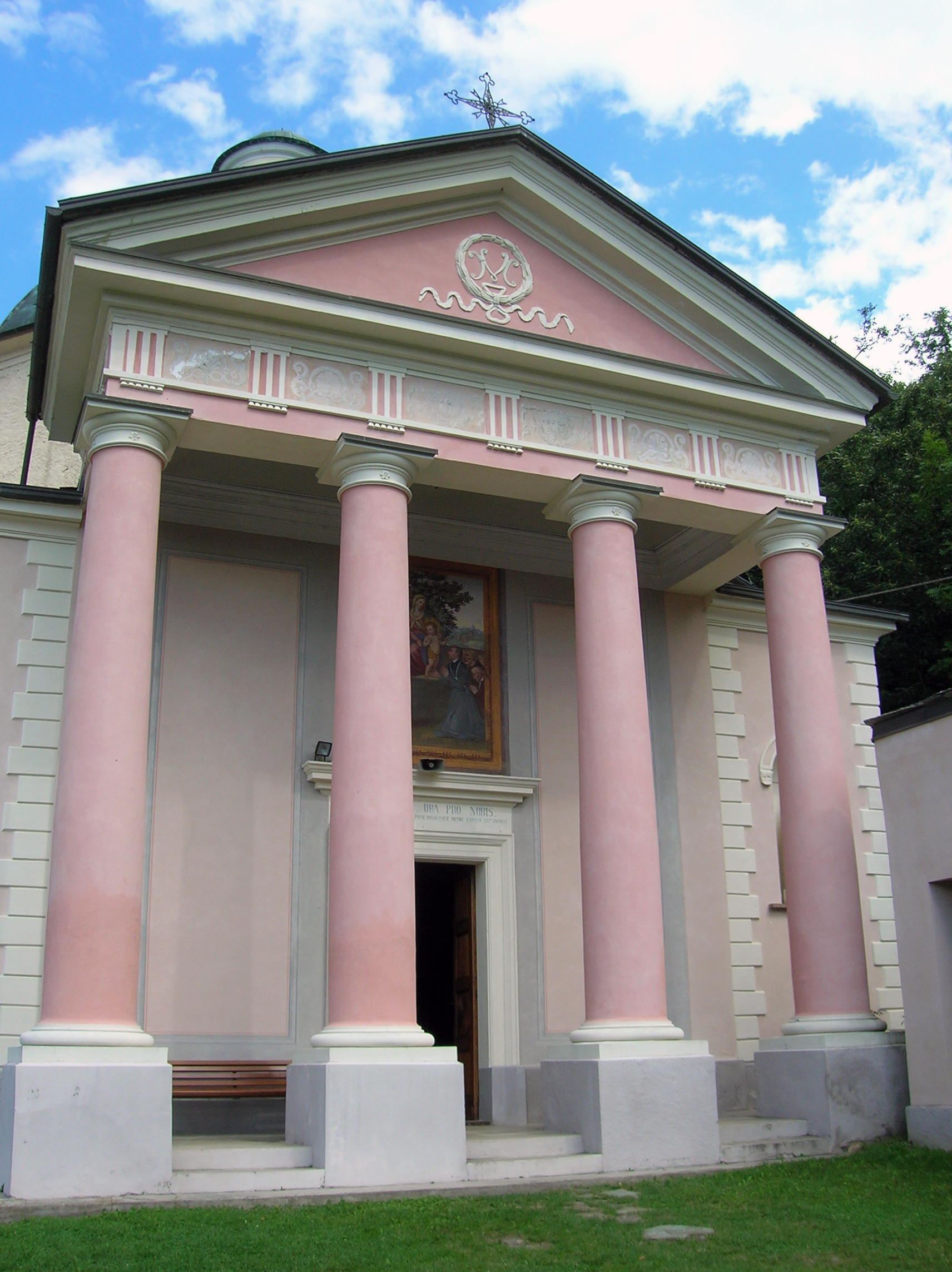
La facciata
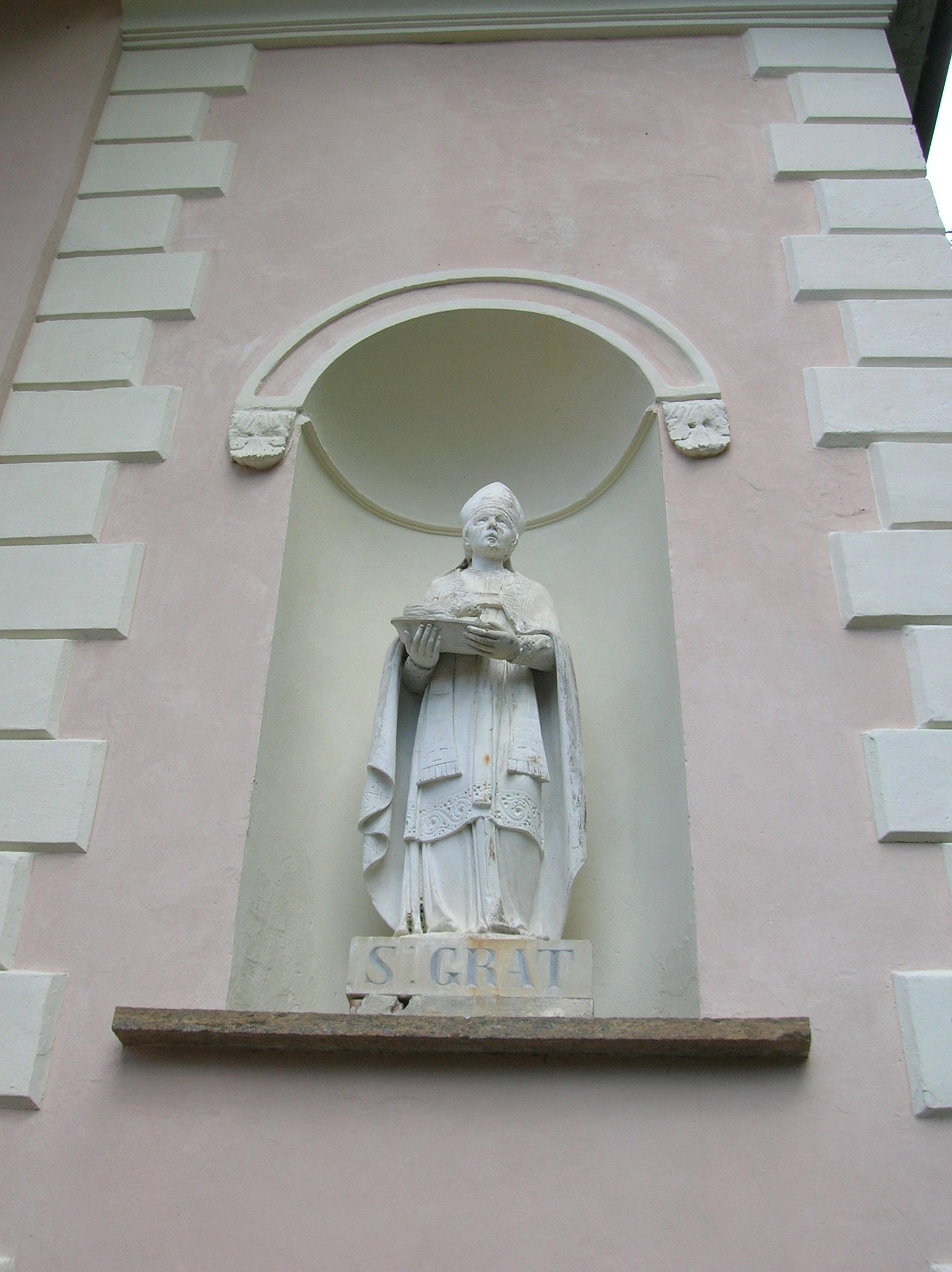
Statua di San Grato (in francese, Saint Grat)
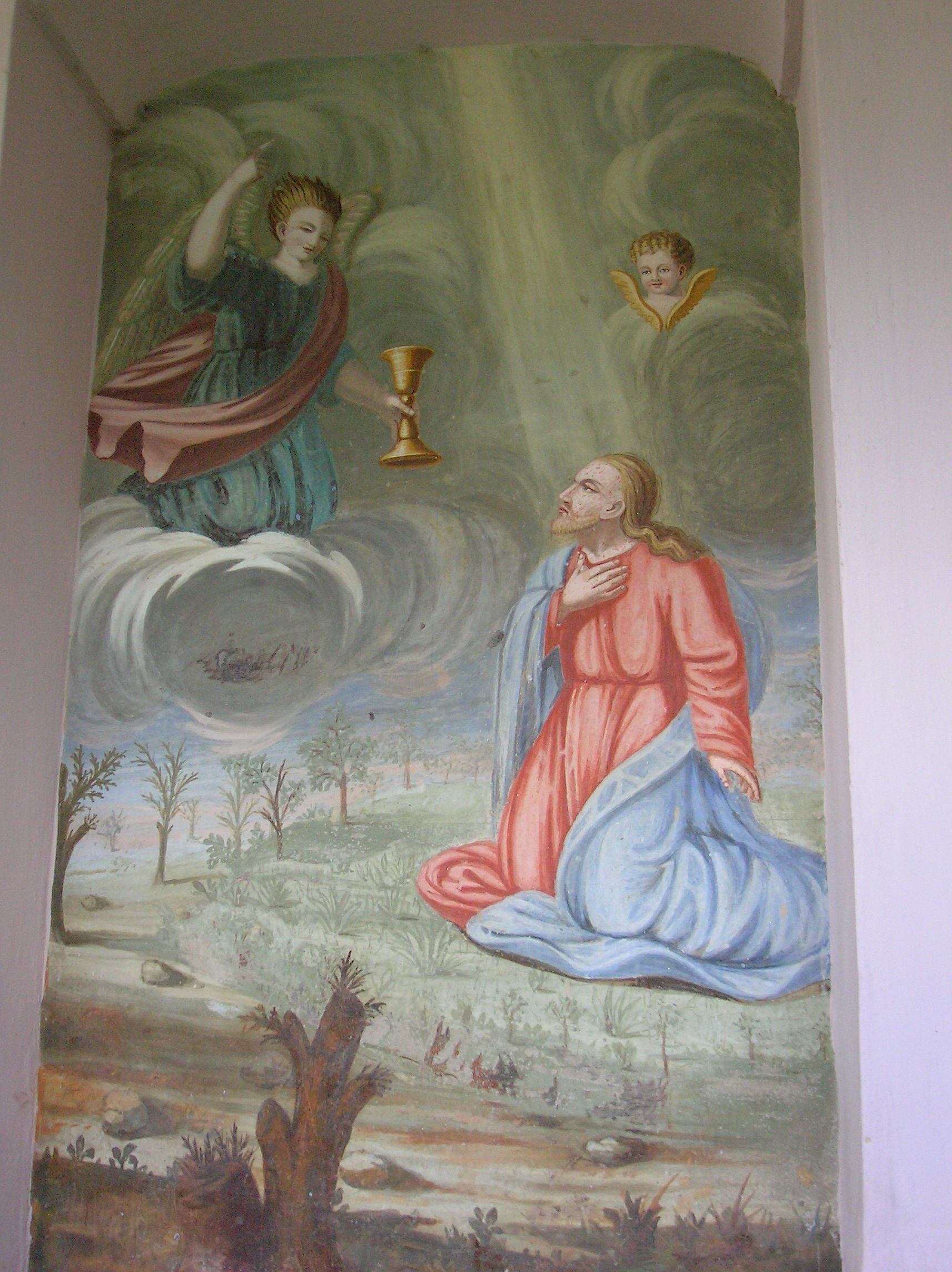
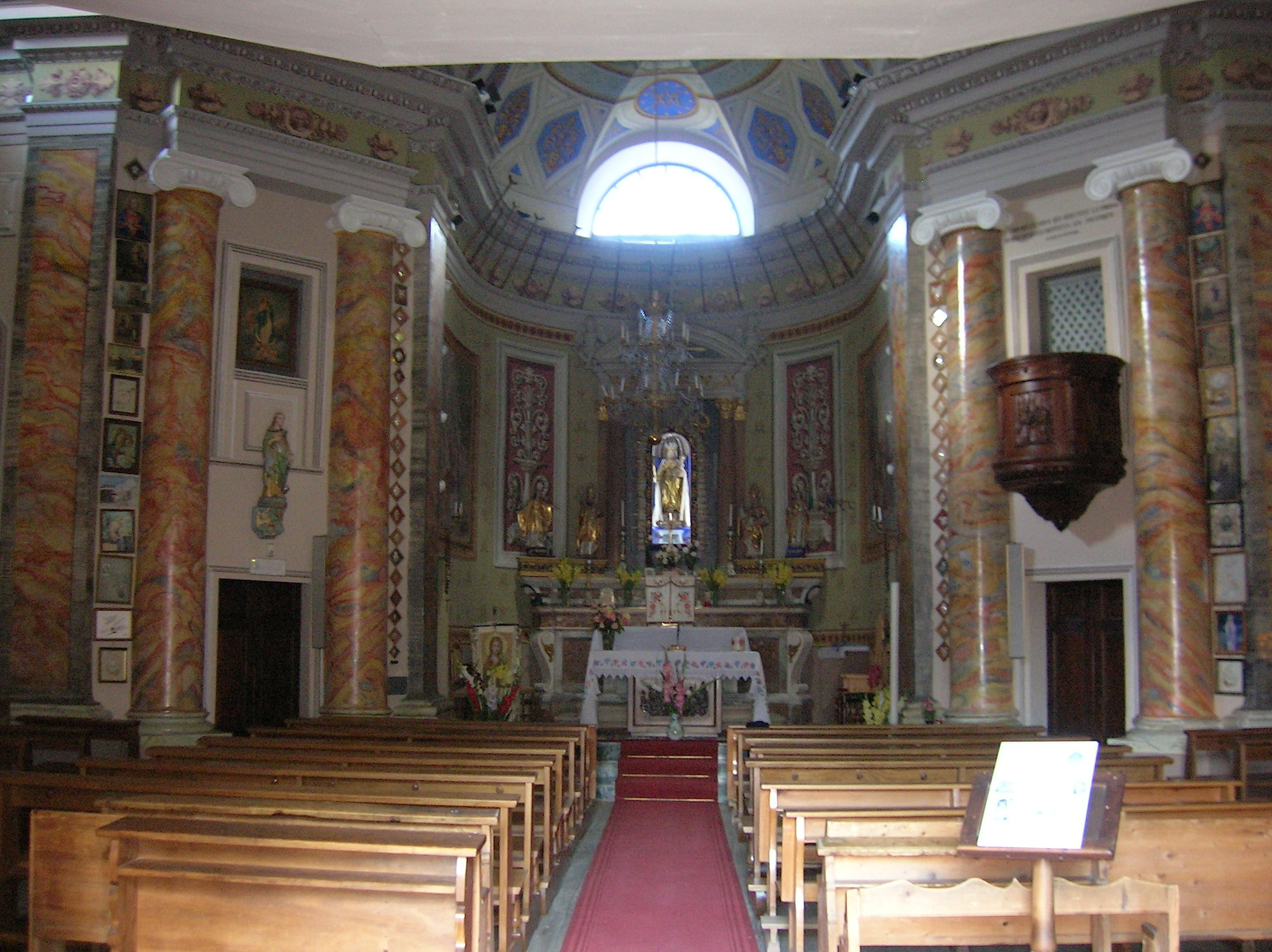
L'interno